# Licaria macrophylla
Licaria macrophylla là loài thực vật có hoa trong họ Nguyệt quế. Loài này được (A.C.Sm.) Kosterm. miêu tả khoa học đầu tiên năm 1937.